# Oporowo (Leszno)
Pour les articles homonymes, voir Oporowo.
Oporowo (prononciation : [ɔpɔˈrɔvɔ]) est un village polonais de la gmina de Krzemieniewo dans le powiat de Leszno de la voïvodie de Grande-Pologne dans le centre-ouest de la Pologne.
Il se situe à environ 7 kilomètres au sud de Krzemieniewo (siège de la gmina), à 20 kilomètres à l'est de Leszno (siège du powiat) et à 67 kilomètres au sud de Poznań (capitale régionale).

## Histoire
De 1975 à 1998, le village faisait partie du territoire de la voïvodie de Leszno.

Depuis 1999, Oporowo est situé dans la voïvodie de Grande-Pologne.